# Underground Radio
Underground Radio är det svenska punkbandet Bombshell Rocks' debut-EP, utgiven 1998 av Sidekicks Records (ett dotterbolag till Burning Heart Records). Skivan utkom även som 7"-vinyl på det österrikiska skivbolaget DSS Records.

## Låtlista
1. "Underground Radio"
2. "Home"
3. "Kings & Queens"
4. "I've Got Reasons"
5. "Cheap Tricks & Lies"
6. "The Nonbeliever"

### Fotnoter
1. ↑  ”Underground Radio”. Discogs.com. http://www.discogs.com/Bombshell-Rocks-Underground-Radio/release/2010732. Läst 1 april 2012.